# 莫斯巴赫河 (安勞特河支流)
48°59′42″N 11°15′56″E / 48.995°N 11.26563°E

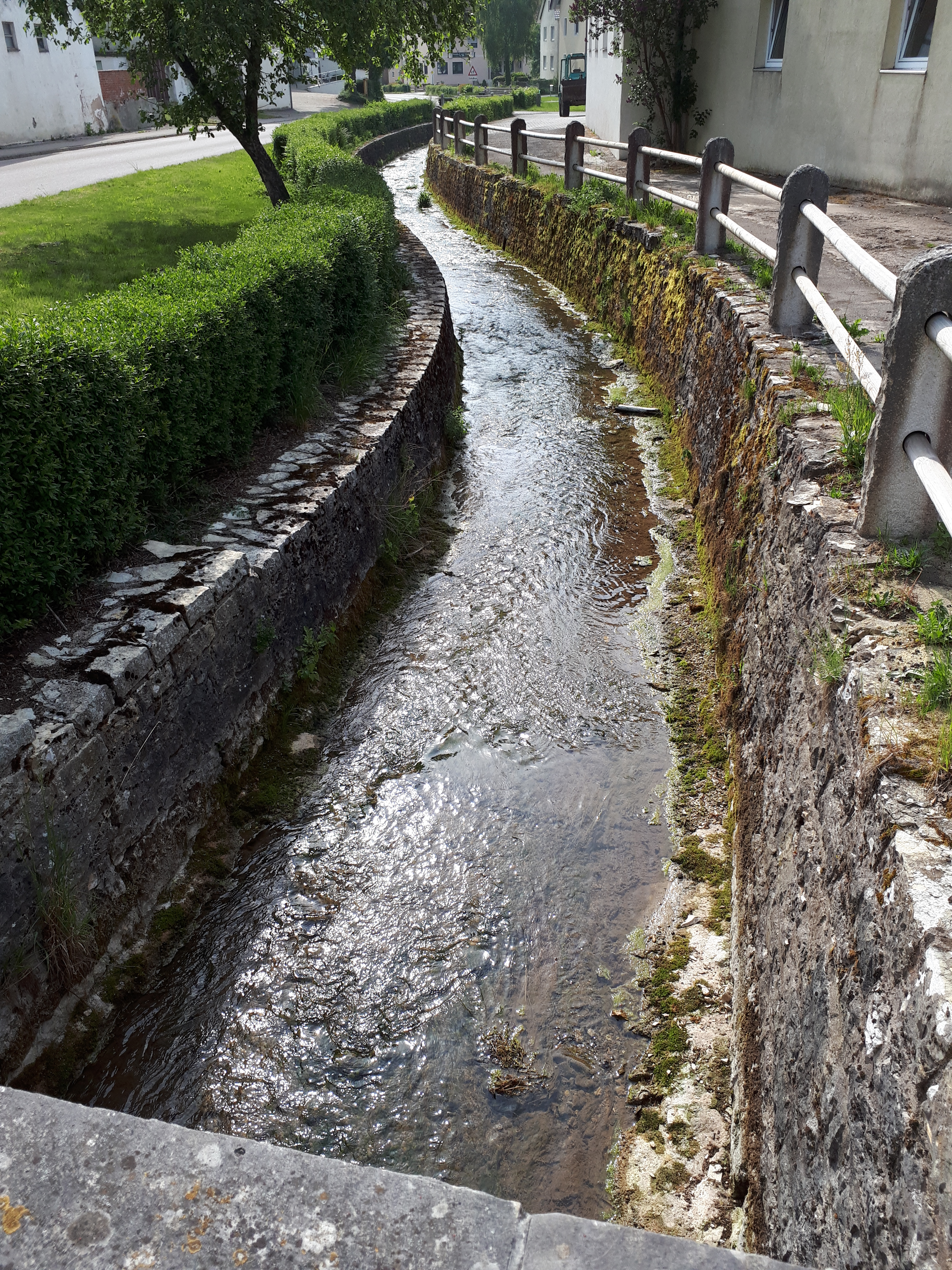

莫斯巴赫河是德國的河流，位於該國東南部，由巴伐利亞負責管轄，屬於安勞特河的支流，河道全長5.2公里，流域面積30.8平方公里。